# Witte Aaland
Das Witte Aaland („Weißes Eiland“) ist ein fiktives Inselland im friesischen Raum. In einem Werk des friesischen Autors Berend de Vries (* 31. Dezember 1883 in Emden; † 25. November 1959 ebenda) ist die Sage „De Fahrt na't Witte Aland“ zu finden. Ob sie eine alte volkstümliche Überlieferung als Grundlage hat, ist nicht sicher feststellbar.

## Inhalt
Witte Aaland soll eine Insel der Toten sein, wohin jährlich zu Silvester die Seelen aller Verstorbenen übergesetzt werden. Sie liegt nicht weit von Borkum, kann aber nur von einem dazu ausgewählten Fischer mit seinem Boot angelaufen werden. Dieser Fischer wird von einem geheimnisvollen Fremden einmal im Jahr (Das war der Tag, an dem die Sonne so spät kommt und so früh geht wie an keinem anderen...) dazu aufgefordert.
Es war ein kleiner, stämmiger Mann, er trug einen Mantel aus gelbem Tuch mit silbernen Knöpfen, unter dem schwarzsamtne Kniehosen sichtbar waren, dazu seidene Strümpfe und Schnallenschuhe, die waren so blank, als hätten sie keinen Schritt durch den weichen Klei getan. In der rechten Hand hatte er einen gelben Gehstock mit goldenem Knopf, in der linken ein Taschentuch.
Mit den Worten: „Wi mutten all na’t Witte Aaland [...] ...för dreetusend Seelen!“ erzwingt er vom Fischer die Fahrt mit den Seelen der im letzten Jahr Verstorbenen zur geheimnisvollen Insel. Für die Überfahrt erhält der Fischer pro Kopf een Krummsteert (2 Pfennige), kann aber die Toten nie sehen, sondern bemerkt nur, dass sein Boot immer tiefer im Wasser liegt, wenn sie zusteigen.
So steuerte er sein Schiff, bis Witte Aaland vor ihm auftauchte. Er holte die Segel ein und legte an. Immer noch sah er niemanden. Plötzlich jedoch klang die Stimme des Fremden durch die Stille.
Ebenso wird das Boot wieder leichter, wenn sie auf Witte Aaland aussteigen. Über das Grauen der Fahrt tröstet er sich mit den Worten: „Wi mutten dar ja alle hen!“ (Da müssen wir ja alle hin!)
Die Sage ist im friesischen Raum überall bekannt, auch in der niederländischen Provinz Friesland:
„... hier up disse Eiland. Dor, wor de Dook hentreckt, kannst 't sehn!“ - Jan steent: „Up Witte Aaland?“ - Dat Keerlke grient...
(„...hier auf dieser Insel. Dort, wo die Taube hinfliegt, kannst Du sie sehen!“ - Jan staunt: „Auf dem Witte Aaland?“ - Das Kerlchen grinst...')

## Hörspiel
- Hörspiel: De Fahrt na't Witte Aaland (NDR, 11. Dezember 1953)